# كلية الدراسات الإسلامية (قطر)
أطلقت كلية الدراسات الإسلامية سنة 2007 برنامج الدبلوم العام في الدراسات الإسلامية وباشرت في فبراير 2008 تدريس برنامجي شهادة الماجستير في الفقه المعاصر والماجستير في السياسة العامة وتعتبر الكلية مركزاً دولياً للفكر والحوار الإسلامي يهدف إلى تعزيز البحوث المنتمية إلى الثقافة الإسلامية.
تعتمد الكلية اللغتين الإنجليزية والعربية في تدريس برامجها كافة. وتسهم الكلية في تنفيذ مهام مؤسسة قطر المتمثلة في توفير التعليم وإجراء البحوث وضمان استدامة الجوانب المهمة من ثقافة البلاد عبر تسليط الضوء على الدور المعاصر للإسلام.
تخرّج كلية الدراسات الإسلامية أجيالا من الدارسين المتمكنين من أصول عقيدة الإسلام وحضارته والمنفتحين على كل نتاج حضارتهم وعلى كل حكمة وعلم قدمته الحضارات الأخرى.